# Latviešu Avīzes
«Latviešu Avīzes» (в старой орфографии: Latweeschu Awises) было старейшим печатным изданием (1822—1915) на латышском языке, выходившим в Елгаве один раз в неделю, два раза с 1901 года, три раза в неделю с 1911 года, каждый день с 1913 года. Число абонентов увеличилось с 3600 в 1860 году до примерно 5000 в 1870 году.
С 1909 по 1913 год священник Янис Вейсманис издавал «Jaunās Latviešu Avīzes».

## Работа
Уже в 1768—1769 годах в Пылтсамаа (тогда Лифляндская губерния) издавался первый медицинский журнал на латышском языке «Latviešu ārste», а в столице Курземского и Земгальского герцогства Елгаве каждый квартал издавался журнал «Latviska Gada Grāmata». После отмены крепостного права в Курземе (1817), было принято решение издавать новую газету на латышском языке. Разрешение на издание (концессию) получила Елгавская гимназия (Academia Petrina, позже Gymnasium Illustre), которая сдала её в аренду пастору Лестене Карлу Ватсонсу и издательству «И. Ф. Штефенхаген и сын».
Первым редактором газеты был Карл Фридрих Ватсон (1777—1826), ранее работавший в Курземском обществе литературы и искусства и увлёкшийся исследованиями латышской этнографии и прошлого. Он прочитал несколько лекций о том, «как проводится развитие латышей». Ватсон составил удобную для чтения книгу для латышских детей (1816 г.) и вместе с Келером и Фогтом перевёл с немецкого законы Курземских крестьян на латышский язык (1817 г.).
В 1822 году он почти еженедельно, часто по плохой дороге, ездил из Лестене в Елгаву, чтобы оформить содержание нового выпуска. По прошествии первого года он писал: «Те латыши, что истинно любят и уважают свой народ, и все настоящие друзья латышского народа хорошо знают, что мы работали не зря и не создали что-то незначительное».
В первом выпуске газеты от 5 января 1822 г. её издатели обещали: «Мы хотим знания латышей умножать, несколько вестей из далека и близости привезя, хороших советов давши, мудростей изрекши, местами посмеявшись, чему хорошему обучив и так, насколько способны, поспособствовав в крестьянского разума поднятии и благополучии (..). Латышский народ и латышский язык всем сердцем любим».

## Содержание
В первые годы авторами были в основном немецкие священники, но в 1830-е и 1840-е годы большинство латышей уже получили трибуны для своих работ. В газете публиковались работы Слепого Индрикиса, Ансиса Лейтанса, Ансиса Ливенталса, Эрнеста Динсберга и др. Позже к ним присоединились Аугустс Сауиетис и Екаб Яншевскис, которые помогли увеличить количество абонентов «Latviešu Avīzes». В разделах «В немецких газетах читают» и «Российские газеты» можно было узнать о последних новостях из зарубежной прессы.
Уже во времена редактуры К. Ф. Ватсона в газете появились первые обширные материалы. Сам редактор в 28 продолжениях за четыре года публиковал объёмное описание «Курземе» о размерах уезда, плодородии и использовании земли, населении, городах, административном делении, управлении и т. д. Ватсон подчёркивал, что нужно прежде всего познать своё ближайшее окружение, свою родину. Этому же способствовал цикл статей «Из Даугавы» священника Бирзгале-Линде Конрада Шульца. Даже в сельской корреспонденции Ватсон наставлял читателей: «Мы не хотим наше любимое отечество неметчиной делать, мы хотим латышами в народе и языке остаться». Он высмеивал родителей, которые хотели «своих детей полунемцами сделать», и говорил: «Надеемся ночами, чтоб на этой земле немцы на латышском языке говорили, а не латышам пришлось немецкий язык принять».
После смерти Ватсона пост главреда занял пастор Вильгельм Христиан Пантениус; газета значительно «побледнела», но во времена редактора Рудольфа Шульца (1849—1866) развилась в по сути издание для немецких священников, противоречащее именно тем целям, которые ставил перед ней её основатель. Положение немного изменилось только в 70-х — 80-х годах 19 века, когда «Latviešu Avīzes» начали редактировать и латыши. С 1867 по 1903 год . Издателем и редактором газеты был Август Биленштейн, затем до 1908 года Янис Вейсманис .
Газету прекратили издавать после оккупации Курземе во время Первой мировой войны .